# Харкнесс, Стив
Стив Ха́ркнесс (англ. Steve Harkness; родился 27 августа 1971 года в Карлайле) — английский футболист, левый защитник и полузащитник, наиболее известный по выступлениям за «Ливерпуль».

## Карьера
Стив начинал свою карьеру в клубе из своего родного города — «Карлайл Юнайтед», подписав контракт с командой 31 марта 1989 года. Проведя лишь 13 матчей за клуб, он произвёл настолько сильное впечатление на специалистов, что главный тренер «Ливерпуля» Кенни Далглиш 17 июля того же года выкупил права на Харкнесса за 75 тысяч фунтов. Он дебютировал в новой команде 27 августа 1991 года в матче против «Куинз Парк Рейнджерс» на «Энфилде».
Несмотря на то, что Харкнесс был любимцем болельщиков, он так и не сумел стать твёрдым игроком основы, проведя за клуб в лиге всего чуть более 100 матчей за 8 лет с начала карьеры в «Ливерпуле» (всего на его счету 140 игр за «красных»). Вскоре после того, как в 1998 году команду возглавил Жерар Улье, Стив был продан в «Бенфику» за 750 тысяч фунтов, где он воссоединился с экс-главным тренером «Ливерпуля» Грэмом Сунессом. Однако всего пять месяцев спустя он вернулся в Англию, перейдя уже за 400 тысяч фунтов в «Блэкбёрн Роверс» — к тому времени Сунесс руководил уже этой командой.
6 ноября 1999 года он дебютировал в этому клубе в матче против «Ипсвич Таун» на «Ивуд Парк» (2:2). По итогам сезона «Блэкбёрн» занял место лишь в середине таблицы, и Харкнессу было позволено покинуть клуб. За 200 тысяч фунтов он перешёл в «Шеффилд Уэнсдей» и 30 сентября 2000 года дебютировал в составе «сов». К тому времени Стива стали часто мучить травмы, и за два года в команде он сыграл за неё всего в 32 матчах. В конце концов, 11 июля 2002 года он перебрался в «Честер Сити», играющим тренером которого тогда был экс-партнёр Стива по «Ливерпулю» Марк Райт. 2 ноября того же года Харкнесс заявил о завершении профессиональной карьеры.